# Sýpka v Pernolci
Sýpka v Pernolci je barokní špýchar postavený na místě starší tvrze v Pernolci u Částkova v okrese Tachov. Tvrz jako panské sídlo sloužila od čtrnáctého do počátku sedmnáctého století. V osmnáctém století byla stržena a na jejím místě postavena sýpka. Z opevnění tvrze se dochoval vodní příkop a val. Sýpka je od roku 1964 chráněna jako kulturní památka.

## Historie
Blíže neznámé panské sídlo stálo v Pernolci už v polovině třináctého století. V roce 1251 na něm pravděpodobně sídlil vladyka Přibyslav se syny Závišem a Radoslavem. Patřila jim jen část vesnice a zbývající vlastnilo město Tachov. Přibyslavovi potomci ve čtrnáctém století postavili tvrz, kterou Otík z Pernolce prodal roku 1414 spolu se dvorem a částí vsi Hanuši Pehmovi z Osova. Jeho syn Petr zemřel bez dědiců a odúmrť získal od krále Ladislava v roce 1454 Levhart z Vydžína se synem Zikmundem.
Z roku 1475 pochází zmínka o Martinu Plzeňském, ale není jasné, která část vesnice mu patřila. Nejpozději na počátku šestnáctého století získali část vsi s tvrzí Trautenbergové, z nichž Erhart a Ondřej se roku 1528 soudili u zemského soudu o majetek. V roce 1533 panství vlastnil Vilém Trautenberg, který je na krátkou dobu pronajal pánům z Reitzensteina. Podle Augusta Sedláčka tvrz roku 1537 držel Jan Jiří z Reitzensteina, který ji pronajal Kryštofovi z Reitzensteina. Zároveň však vesnice patřila v letech 1533–1540 Vilémovi Trautenbergovi. O dva roky později byl pánem vesnice opět Vilém Trautenberg.
Po Vilémovi Trautenbergovi statek neznámým způsobem získal Kryštof Siebenhar z Almerschwinden s manželkou Kristýnou, rozenou z Kečova, která tvrz v roce 1563 prodala svému synovi Janu Siebenharovi, jemuž už patřil statek Trnová. Od Jana panství roku 1568 koupila Kateřina Kaplířová, rozená z Hartenberka. Dalšími majiteli byli v letech 1584–1600 tachovský písař Ondřej Tušner, poté jeho syn Jiří Adam Tušner a od roku 1612 Jan Adam Lochnár z Paliče. Neznámo kdy se vlastníkem Pernolce stal Jan Kfelíř ze Zakšova a připojil jej k částkovskému panství. Za účast ve stavovském povstání v letech 1618–1620 přišel o majetek, který roku 1624 koupil Jan starší Říčanský z Říčan. Jeho tři dcery Pernolec roku 1657 prodaly Marku Alexandrovi z Brisigellle. Po jeho smrti statek spravovala za nezletilé syny vdova Anna Barbora, rozená z Talmberka, která zadlužené panství Pernolec a Částkov prodala v roce 1718 hraběti Janu Antonínovi Losymu. Od té doby Pernolec zůstal částí tachovského panství. Někdy v osmnáctém století byla stará tvrz stržena a na jejím místě postavena barokní sýpka. Obilí se v ní skladovalo až do druhé poloviny dvacátého století. Poté byla sýpka opuštěna a začala chátrat. Noví majitelé, kteří budovu získali v roce 2004, sýpku opravili a obnovili vodní příkop.

## Stavební podoba
Podoba tvrze ze čtrnáctého století je neznámá, ale pravděpodobně ji tvořila jediná budova chráněná vodním příkopem, který se dochoval až do devatenáctého století. Zdivo sýpky je novostavbou z osmnáctého století, a neobsahuje pozůstatky dobře zachované tvrze, jak se předpokládalo až do roku 1984.
Dvoupatrová sýpka má čtvercový půdorys s hranou dlouhou patnáct metrů, valbovou střechu a v jejím zdivu je použitá řada barokních kamenických detailů. Přístup přes vodní příkop umožňuje kamenný most, po kterém se vchází do předsíně.